# Rubicon River (Goulburn River)
Der Rubicon River ist ein Fluss in der Mitte des australischen Bundesstaates Victoria.
Er entspringt in der Blue Range unterhalb des Mount Margaret, fließt nach Norden und mündet westlich von Thornton in den Goulburn River.
Sein wichtigster Nebenfluss ist der Royston River. Am Rubicon River und am Royston River wurde 1924 das Rubicon Hydroelectric Scheme errichtet, ein Kraftwerk, das heute eine Leistung von 13 MW liefert.